# Adropion tricuspidatum
Espèce
Synonymes
- Diphascon tricuspidatum Binda & Pilato, 2000

Adropion tricuspidatum est une espèce de tardigrades de la famille des Hypsibiidae. 

## Distribution
Cette espèce est endémique d'Antarctique.

## Publication originale
- Binda & Pilato, 2000 : Diphascon (Adropion) tricuspidatum, a new species of eutardigrade from Antarctica. Polar Biology, vol. 23, no 1, p. 75-76.